# White Lines
White Lines är en spansk-brittisk thrillerserie skapad av Álex Pina från 2020. Den första säsongen består av 10 avsnitt och den svenska premiären är planerad till den 15 maj 2020 på Netflix.

## Handling
20 år efter sitt mystiska försvinnande hittas en legendarisk DJ från Machester död på Ibiza. Hans syster återvänder till ön för att försöka ta reda på sanningen bakom hans död. En jakt som för henne in i ett dekadent leverne.

## Rollista (i urval)
- Laura Haddock
- Marta Milans
- Juan Diego Botto
- Nuno Lopes
- Daniel Mays
- Laurence Fox
- Angela Griffin
- Jade Alleyne